# Chiesa di San Nicola Vescovo (Melicucco)
La chiesa di San Nicola Vescovo nota anche come "chiesa matrice" è la principale chiesa di Melicucco, in città metropolitana di Reggio Calabria e diocesi di Oppido Mamertina-Palmi

## Storia
La prima chiesa di San Nicola di Melicucco viene edificata nel seicento, viene distrutta dai vari terremoti, e poi ricostruita dal 1926 al 1927 e aperta al culto nel 1928, i lavori si conclusero nel 1933.
Viene costruita a tre navate, il tetto centrale è piuttosto elevato nei confronti di quelli delle altre navate, il suo campanile poggia sull’abside circolare. Sull’altare si trova un crocifisso del 1704 alto due metri circa. Le navi laterali, molto strette, ospitano altari e nicchie con statue lignee ottocentesche.
Nell'edificio si trovano le statue di San Pasquale del 1798 e della Madonna del Carmine, dello scultore Domenico De Lorenzo.
La statua di San Rocco, di Sant’Antonio, San Nicola e San Giuseppe sono opere dello scultore Francesco Morani.

### Elenco parroci e economi curati dal 1732
- Francesco Antonio Nicoletta (1732-1733)[5]
- Michele Longo (1733-1735)
- Francesco Rodofili (1736)
- Domenico De Gennaro (1736-1739)
- Michelangelo Rovere (1740-1748)
- Carmelo Italiano (1748-1750)
- Pasquale Tedesco (1750-1765)
- Nicola Cordiano (1765)
- Giuseppe Antonio Tigani (1765-1779)
- Pasquale Pavia (1780-1789)
- Domenico Pancallo (1790)
- Michelangelo Rovere (1790-1824)
- Michelangelo Guerrisi (1825-1873)[6][7][8]
- Francesco De Maria (1874-1890)
- Pasquale Iaconis (1890-1891)
- Clemente Manco (1891-1894)
- Isidoro Simonetta (1895)
- Giuseppe Bonini (1895-1898)
- Leopoldo La Camera (1898)
- Ferdinando Muscherà (1899)
- Vincenzo Cirillo (1900-1933)
- Vincenzo Rovere (1933-1938)
- Francesco Forestieri (1938-1940)
- Francesco Valenti (1940)
- Domenico Manfrida (1941-1966)
- Michele Vomera (1966-2003)
- Pietro Franco (2003-2005)
- Domenico Zurzolo (2005-2014)
- Carmelo Surace (2014-2016)
- Elia Longo (2016-2019)
- Pasquale Galatà (2019-presente)